# Narcisco Suárez
Narcisco Suárez (n. 18 iulie 1960, Valladolid, Castilia și León, Spania) este un canoist ce a reprezentat Spania, medaliat olimpic. A participat la 4 ediții ale Jocurilor Olimpice (1980, 1984, 1988, 1992) în care a câștigat o medalie de bronz.